# 守口ジャンクション
1. ジャンクション構造概略図

守口ジャンクション（もりぐちジャンクション）は、大阪府守口市にある近畿自動車道（近畿自動車道 天理吹田線）と阪神高速12号守口線（大阪府道高速大阪守口線）を結ぶジャンクションである。

## 概要

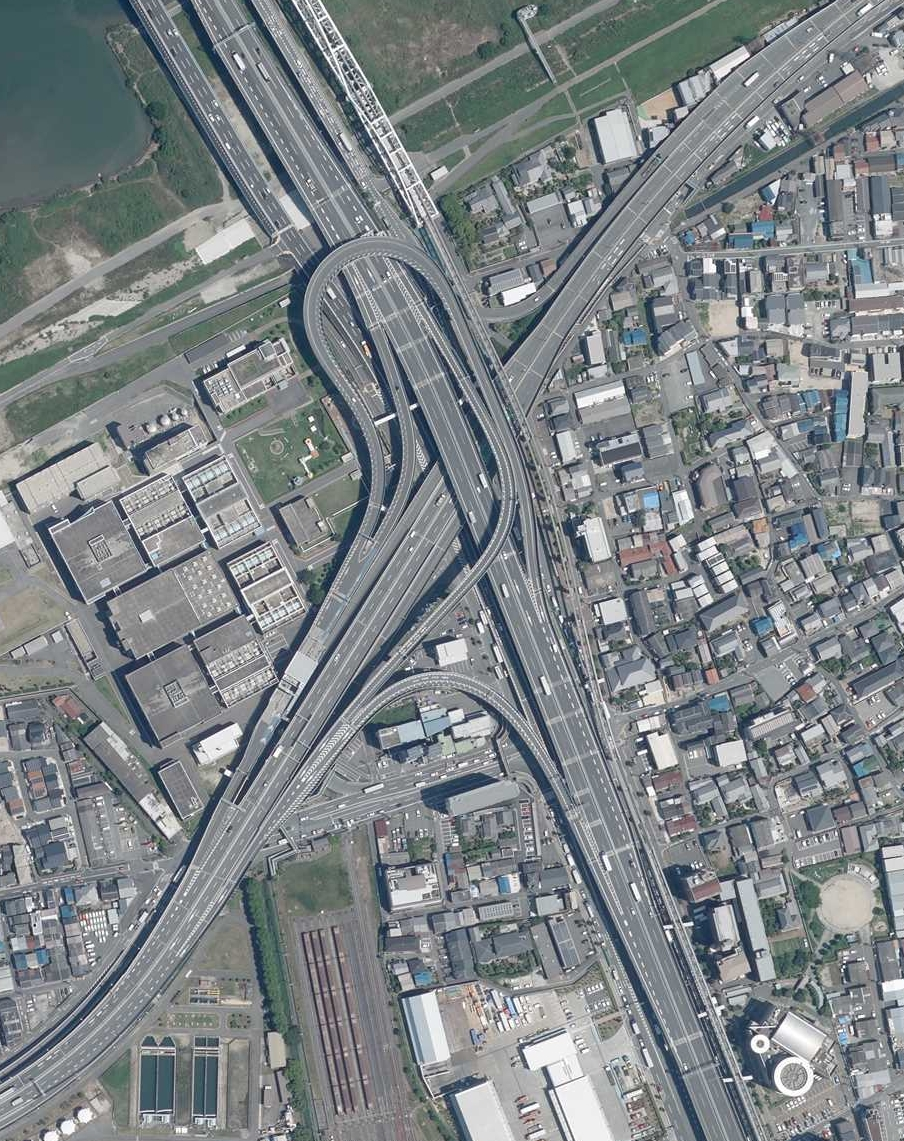
航空写真。

2014年に供用された、近畿自動車道および阪神高速12号守口線の両路線において最も新しいIC・JCT施設である。以下の4本のランプから構成される。
- Aランプ : 守口線下り線から近畿道上り線へ向かうランプ
- Bランプ : 近畿道下り線から守口線上り線へ向かうランプ
- Cランプ : 近畿道上り線から守口線上り線へ向かうランプ
- Dランプ : 守口線下り線から近畿道下り線へ向かうランプ

なお、近畿道と守口線の終点側（当JCT直下で国道1号寝屋川バイパスに直結）とを接続するランプは設置されていない。
近畿道と守口線の当JCT付近の区間はほぼ同時期に開通したが、路線間で管理主体が異なることや地元住民による守口線建設反対運動があったことから、両路線を直接接続するジャンクションは設置されなかった。守口線と近畿道（摂津南IC側のみ）には開通時からいわゆる「イカの耳」と呼ばれるランプ取付部の準備工事が存在していたものの、長らく使用されずに取り残されていた。そのため、守口線から近畿道に進む場合は守口出入口でいったん一般道に下りて大阪府道2号大阪中央環状線を経由し、上り線は摂津南ICから、下り線は大東鶴見ICから近畿道に入り直す必要があった（近畿道から守口線に進む場合はその逆）。
こうした不便な状況から守口市は遅くとも1999年以降ジャンクション整備を要望し続けており、高速道路民営化直後の2006年年始にジャンクション設置が事業化されることが発表された。2014年3月23日にA・B・Cランプが、2014年3月23日にDランプが開通し、大阪市中心部と京都方面を行き来する経路の選択肢が増えた。2017年6月3日より、当JCTを経由して1号環状線と第二京阪道路とを行き来する場合の料金が13号東大阪線を経由した場合と同額になるよう割引される制度が導入されている（ETC車のみ）。
- 位置 : 大阪府守口市大日町四丁目
- 費用 : 140億円(税込み)
- 事業着手 : 2007年（平成19年）4月1日
- 供用開始 : 2014年（平成26年）3月23日

※阪神高速12号守口線から近畿自動車道松原JCT方面に向かう連結路は、2014年（平成26年）7月30日

## 道路
- E26 近畿自動車道
- 阪神高速12号守口線

## 料金所
会社間をまたぐものの、旧均一料金区間のため料金所はAランプとDランプの兼用部分に近畿道入場ゲートが存在するのみである。ただしETCフリーフローアンテナは全ての方向に関して設置されている。

### 近畿道入口
- レーン数：2
  - ETC専用：1
  - ETC・一般：1

## 隣
E26 近畿自動車道
(2) 摂津南IC - (2-1) 守口JCT - (3) 門真IC
 阪神高速12号守口線
(12-08) 守口出入口 - (12-09) 守口JCT - (12-10) 守口出入口（国道1号寝屋川バイパスと直結）